# Pampanga (rivier)
De Pampanga (vroeger bekend als de Rio Grande de la Pampanga) is een rivier gelegen op het Filipijnse eiland Luzon. De bronnen van de rivier liggen in de Sierra Madre, een lange bergketen die over het oosten van het eiland loopt. Voordat de rivier in de baai van Manilla uitmondt slingert ze door het vlakke en vruchtbare centrale gedeelte van Luzon.
De rivier is met een lengte van 260 kilometer de derde van het land en komt met 9.759 km² op de vierde plaats qua stroomgebied. De voornaamste zijrivieren zijn de Peñaranda en de Coronel-Santor aan de oostelijke kant van het rivierbekken en de Rio Chico aan de noordelijke zijde. De rivier de Angat voedt de Pampanga bij Calumpit in Bulacan via de Bagbag rivier. In het midden van het stroomgebied verrijst Mount Arayat, een slapende stratovulkaan. Even ten zuidoosten van de vulkaan ligt Candaba Swamp, een moerassig overloopgebied voor de rivier. In de natte tijd stroomt dit stuk land vol water, om later weer op te drogen.
In de hoger gelegen delen van de rivier zijn enkele dammen gebouwd. De Pantabangan dam in Nueva Ecija bijvoorbeeld, is aangelegd voor irrigatie en watervoorziening, hoogwaterbeheersing en om elektriciteit op te wekken. In de natte periode overspoelt de Pampanga geregeld het lagergelegen land waar zij doorheen stroomt. De rivier vertoont een stelsel van vertakkingen en kanalen voordat ze uitmondt in de baai van Manilla. In de delta van de Pampanga worden in kunstmatige vijvers vissen gekweekt.
De Pampanga veroorzaakt geregeld overstromingen, met name de delta van de rivier is kwetsbaar voor wassend rivierwater.